# Rajdharma
Rajdharma significa el deure dels governants, que estava unit intrínsecament amb el concepte de valor i Kshatriya dharma.
En una altra interpretació, Rajdharma procedeix a guiar la persona per incorporar l'espiritualitat en la seva vida laboral i en la seva vida personal. Els pensaments no se centren en els valors i les visions tradicionals o ortodoxes dels deures religiosos, sinó en tècniques mitjançant les quals un pot esdevenir un competidor efectiu en el mercat mundial. La dimensió espiritual es refereix a la recuperació de la força interior, que és una sensibilitat que pot ser sentida i experimentada, però no mesurada. Això prepara l'individu per fer front a la lluita en el seu medi i a l'estrès existencial. També ajuda l'individu a esdevenir una persona naturalment feliç sense bretxa real entre la seva imatge pública i privada. Aquestes persones es converteixen en treballadors inspirats i la seva inspiració es deriva de la fortalesa espiritual i està reforçada pel pensament positiu.